# Liste der Bischöfe und Erzbischöfe von St Andrews
Die folgenden Personen waren Bischöfe und Erzbischöfe von St Andrews bzw. Cill Rìmhinn (Schottland):

## Bischöfe von St Andrews/Cennrígmonaid (Cell Rígmonaid oder Kilrymont)
- Túathalán († 747) (Abt)

- Cellach I. (um 878–906)
- Fothad I. († 963)
- Máel Ísu I. (Malasius) (um 955/6–963/4)
- Cellach II. (um 966x971)
- Máel Muire (900er)
- Máel Ísu II. (um 996)
- Ailín (Alwinus, Ælfwine) (966x1055)
- Máel Dúin († 1055)
- Túathal (1055–1059)
- Fothad II. (um 1059?–1093)
- Giric (Gregor) (1093x1107) (Elekt)
- Cathróe (1093x1107) (Elekt)
- Godric (1093x1107) (Elekt)
- Turgot (1107–1115)
- Eadmer (1120–1121) (Elekt)
- Robert (1123/4–1159)
- Waltheof (1159) (Elekt)
- Arnald (1160–1162)
- Richard (1163–1178)
- Hugh (1178–1188)
  - John the Scot (1178–1183) (Gegenkandidat)
- Roger of Leicester (1189–1202)
- William Malveisin (1202–1238) (vorher Bischof von Glasgow)
- Geoffrey of the Liverance (1238) (auch Bischof von Dunkeld)
- David of Bernham (1239–1253)
- Robert de Stuteville (1253) (Elekt)
- Abel Gullane (1254)
- Gamelin (1255–1271)
- William Wishart (1271–1279)
- Wilhelm Fraser (1279–1297)
- William de Lamberton (1297–1328)
  - Alexander de Kininmund (1328)
- James Ben (1328–1332)
- Wilhelm Bell (1332–1342)
- Wilhelm de Landallis (1342–1385)
- Stephan de Pa (1385–1386) (Elekt)
- Walter Trail (1385–1401)
  - Alexander de Neville (1388) (Gegenbischof)
  - Thomas Arundel (1398–1399) (Gegenbischof) (auch Erzbischof von Canterbury und York)
- Thomas Stewart (1401–1402) (Elekt)
- Walter de Danielston (1402) (Elekt)
- Gilbert de Greenlaw (1402–1403) (Elekt) (auch Bischof von Aberdeen)
- Heinrich Wardlaw (1403–1440)
  - John Trevaur (1408–1410) (Gegenbischof) (auch Bischof von St. Asaph)
- Jakob Kennedy (1440–1465)
- Patrick Graham (1465–1472)

## Erzbischöfe von St Andrews
- Patrick Graham (1472–1478)
- Wilhelm Scheves (1478–1497)
- James Stewart, 1. Duke of Ross (1497–1504) (Elekt)
- Alexander Stewart (1504–1513)
  - John Hepburn (1513)
- Kardinal Innocenzo Cibo (1513–1514)
  - William Elphinstone (1513–1514)
  - Gavin Douglas (1513–1514) (auch Bischof von Dunkeld)
- Andreas Forman (1514–1521) (auch Bischof von Moray und Erzbischof von Bourges)
- James Beaton (1522–1539)
- Kardinal David Beaton (1539–1546)
- John Hamilton (1547–1571)
- Gavin Hamilton (1571)
- John Douglas (1571–1574) (Titularbischof)
- Patrick Adamson (1575–1592) (Titularbischof)
- George Gladstanes (1604–1615)
- John Spottiswoode (1615–1638)
- 1638–1661 Erzbistum abgeschafft
- James Sharp (1661–1679)
- Alexander Burnet (1679–1684)
- Arthur Rose (1684–1689, † 1704)

## Apostolische Präfekten
- William Ballantine (1653–1661)
- Alexander Winchester (1662–1693)

## Apostolische Vikare von Schottland
- Thomas Nicolson (1694–1718)
- James Gordon (1718–1746)
- Alexander Smith (1746–1767)
- James Grant (1767–1778)
- George Hay (1778–1805), Titularbischof von  Daulia
- Alexander Cameron (1805–1825)
- Alexander Paterson (1825–1831)
- Andrew Carruthers (1832–1852)
- James Gillies (1852–1864)
- John Menzies Strain (1864–1878)

## Erzbischöfe von Saint Andrews und Edinburgh
- John Menzies Strain (1878–1883)
- William Smith (1885–1892)
- Angus McDonald (1892–1900)
- James August Smith (1900–1928)
- Andrew Thomas (Joseph) McDonald OSB (1929–1950)
- Gordon Kardinal Gray (1951–1985)
- Keith Patrick Kardinal O’Brien (1985–2013)
- Leo Cushley (seit 2013)